# Рум Мехмед-паша
Рум Мехмед-паша (? — 1470, Истанбул) био је велики везир Османског царства за време владавине Освајача Султана Мехмеда, био је велики везир од 1466 до 1469.

## Биографија
Највероватније је рођен у Грчкој, као мали је доведен у јањичарске одреде, одакле је после из хришћанства прешао у ислам. О њему се не зна много, осим да је обезглављен 1470. године од стране султана Мехмеда. Разлог обезглавњивања је највероватније зато што је мучио хришћанска села.